# Battaglia di Tempsford
La battaglia di Tempsford fu un conflitto combattuto a Tempsford nel 917, tra Anglosassoni e Vichinghi.

## Storia
Nel 917 il gruppo di Dani che si era stanziato a Huntingdon si spostò a Tempsford, assieme ad altri Dani provenienti dall'Anglia orientale. Qui costruirono e fortificarono un nuovo burh, che sarebbe servito come base di partenza per gli attacchi da portare in territorio inglese. Più tardi, quello stesso anno, dopo aver fallito un attacco a Bedford, si rivolsero contro un esercito inglese guidato da Edoardo il Vecchio, all'interno di una serie di scontri che quell'anno coinvolse i territori danesi in Anglia orientale e nella Mercia sud-orientale. Il burh fu saccheggiato ed un re danese, probabilmente quello dell'Anglia orientale, fu ucciso, assieme ai jarl Toglos e Manna e ad altri seguaci. Il resto delle persone fu catturato.